# Amiserica rejseki
Amiserica rejseki är en skalbaggsart som beskrevs av Ahrens 2003. Amiserica rejseki ingår i släktet Amiserica och familjen Melolonthidae. Inga underarter finns listade i Catalogue of Life.